# Tennant (California)
Tennant es un lugar designado por el censo ubicado en el condado de Siskiyou en el estado estadounidense de California. En el año 2009 tenía una población de 62 habitantes y una densidad poblacional de 121 personas por km².

## Geografía
Tennant se encuentra ubicado en las coordenadas 41°35′6″N 121°54′42″O / 41.58500, -121.91167. Según la Oficina del Censo, la ciudad tiene un área total de 0,51 km² (0,2 mi²), de la cual 0,51 km² (0,2 mi²) es tierra y 0 km² (0 mi²) (0%) es agua.

## Demografía
Según la Oficina del Censo en 2000 los ingresos medios por hogar en la localidad eran de $10,750, y los ingresos medios por familia eran $26,250. Los hombres tenían unos ingresos medios de $21,250 frente a los $0 para las mujeres. La renta per cápita para la localidad era de $9,929. Alrededor del 31.3% de la población estaban por debajo del umbral de pobreza.